# Willem Jackson
Willem Jackson est un footballeur sud-africain né le 26 mars 1972 à Bloemfontein. Il a participé avec Bafana Bafana à la coupe du monde 1998.

## Palmarès
- Championnat d'Afrique du Sud de football : 2001, 2003